# 神戸バッグ
株式会社神戸バッグ（こうべバッグ）は、兵庫県神戸市中央区に本社を置く、日本の鞄・アパレル製造販売企業。

## 概要
1956年に草山茂樹が創業した「株式会社 若草」と、長男の草山正樹が創業した「株式会社 神戸バッグ」が合併し、「株式会社 神戸バッグ」に社名変更し現在に至る。

## 主なブランド

### TIP ZONE
主にバッグ・サイフなどの皮革商品を中心に、アパレル等を手がけており、神戸市中央区の神戸バッグ本社工房と国内提携工房、及びイタリアのフィレンツェにある提携工房でオリジナル製品を製造している。
オリジナル製品のほとんどは三代目となる専務取締役 草山徹平によるデザインで商品化されている。専務取締役 草山徹平（長男）と常務取締役 草山良輔（次男）の兄弟がヨーロッパまでなんども足を運び、展示会や現地の工房、タンナーなどに直接交渉をしてヨーロッパのトップメゾンが扱う最高品質の皮革を取り扱うようになった。
神戸にあるTIP ZONEの店舗や全国のデパート・百貨店で期間限定販売など行っている。

### 「みちぐさ」
神戸市の三宮センター街にあるTIP ZONE EAST店は、改装前までは婦人バッグ販売店「みちぐさ」として営業していた。
近畿地方で放送されていた『ノックは無用!』の番組内コーナー「魅惑の変身」に商品を提供し、フォンテーヌや、同じく神戸の高級婦人帽子マキシンなどとともに紹介されていた。

### Bobby's KOBE
Bobby’sは、神戸ポートアイランド博覧会が開催された1981年に神戸トアロードにオープンし、当時の流行であったプレッピースタイルにマリントラッドの要素を取り入れたアパレル、バッグなどを開発した。
1985年には大阪梅田の阪急ファイブに支店をオープンした。1995年阪神・淡路大震災により店舗や工場が被害を受け一時撤退を余儀なくされる。
2018年、神戸港開港150年の記念イベントに触発され新たな形でBobby’s KOBE としてブランドを復活した。
2019年、神戸セレクションでBobby’s MARINA DAYPACK（セイルクロス製リュック）が「金賞」を受賞した